# HOMR
HOMR é o nono episódio da 12ª Temporada do seriado de animação de comédia de situação The Simpsons. Ele foi exibido originalmente nos Estados Unidos pelo canal FOX no dia 7 de janeiro de 2001. Nesse episódio, Homer descobre acidentalmente a razão de o seu QI ser baixo, e por isso após uma cirurgia; ele fica bem mais inteligente. Esse episódio foi indicado a um Emmy de 'melhor animação de menos de uma hora' e venceu.

## Produção
O episódio foi escrito por Al Jean, e dirigido por Mike B. Anderson. Mike baseou o enredo do episódio, em uma novela chamada 'Flowers for Algernon', que ele assistiu na 8ª série. O enredo do episódio também é baseado em 'Os dois mundos de Charly'. Nesse episódio Tress MacNeille não atuou como Milhouse.

## Enredo
Após ficar fascinado por um tipo de animação com movimentos humanos, Homer acaba gastando todo o dinheiro da família, investindo na empresa que projetou essa animação, e se torna dono dela. Quando a empresa decide criar novos produtos para diminuir a perda de dinheiro, Homer se torna uma 'cobaia' desses produtos. No teste de um deles, os produtores decidem fazer um raio-x na cabeça dele e descobrem um crayon (giz-de-cera) dentro dela.
Em seguida, Homer se lembra que quando ele tinha dez anos, ele enfiava vários crayons pelo nariz, e um dia; um deles não saiu. Então é feita uma cirurgia para retirar o crayon. Homer fica mais inteligente após retirar o crayon, mas é indesejado por todos na cidade; menos por Lisa, que gosta de ter alguém para ser amiga. Não gostando da situação, Homer pede a Moe que re-coloque o crayon. Homer então, fica novamente idiota.

## Lançamento
Em 18 de agosto de 2009, "HOMR" foi lançado em DVD, como parte do box set The Simpsons – The Complete Twelfth Season. Os membros da equipe Mike B. Anderson, Al Jean, Mike Scully, Ian Maxtone-Graham, Matt Selman, Tom Gammill, e Max Pross participaram no comentário de áudio de DVD para o episódio. Cenas deletadas do episódio também foram destaque no DVD.

### Recepção
Em sua exibição original, o episódio foi assistido por 10.2 milhões de agregados familiares, terminando na décima nona posição dos programas mais assistidos daquela semana.
No Internet Movie Database, o total de votos de usuários deu a esse episódio a nota de 8,5. Esse episódio. Al Jean foi indicado a um Annie de "Melhor roteiro de episódio", por esse episódio, e ganhou. Esse episódio foi também indicado a um Emmy de "Melhor programa de animação (de menos de uma hora)" e venceu.